# Lahngau
El Lahngau és una regió històrica d'Alemanya format per la conca del riu Lahn. L'anomenat comtat de Lahngau fou una jurisdicció feudal territorial de l'Imperi Carolingi però com altres noms geogràfics no corresponia (almenys no sempre) a un comtat únic sinó a una sèrie de comtats (els seus comtes s'anomenaven "comtes al Lahngau, o al "oberlahngau" o al "Niederlahngau", però no "comtes de"). Els noms llatins eren Loganahe Pagus o Pagus Logenensis.

## Història

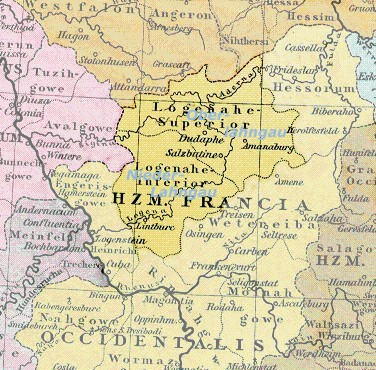
Lahngau vers l'any 1000

En aquest territori vivia la tribu germànica dels ubis que van emigrar a l'altre costat del riu el 39 aC quedant la regió bastant despoblada; al segle IV era una regió de frontera entre els francs (al Westerwald), el cats (al Hessen) i els alamans (al Taunus i Wetterau) fins que al segle V i VI els francs es van imposar i els cats van esdevenir membres de la seva confederació mentre el país dels alamans esdevenia protectorat franc. Així el Lahngau va quedar incorporat al regne franc merovingi.
Al final de l'època merovíngia s'hauria establert a la zona la família dels conradians que van emparentar amb carolingis i robertins. Al segle VIII quan els conradians van començar a dominar el Lahngau, només hi havia un monestir que tot i ser esmentat per primer cop el 841 hauria estat fundat al segle VI: Sant Lubenci (St. Lubentius) a Dietkirchen. El 845 el primer comte Gebhard, va fundar l'abadia de Sant Sever al Kettenbach, que després va traslladar a Gemünden. És possible que els conradians i els robertins intercanviessin dominis a la primera meitat del segle IX i així els conradians haurien adquirit els dominis robertins a Alemanya i els robertins el dominis conradians a la vora del riu Loira a França. Això explicaria l'aparició a Blois d'un comte Odo I (Eudes) el 978-996, l'equivalent de l'Udó comte al Oberlahngau (mort vers 949) i el perquè l'abadia de Lorsch fundada pels robertins, tenia extenses possessions al Lahngau.
A l'inici del segle X altres conradians van fundar Sant Jordi a Limburg an der Lahn (910), l'abadia de Santa Walpurgis a Weilburg (912), i l'abadia de Santa Maria a Wetzlar (914/15). Els conradians van arribar al cim del seu poder amb Conrad I de Francònia, dit el Jove, comte del Oberlahngau i duc de Francònia, escollit rei de Francia Oriental el 911; no va aconseguir establir una dinastia i segons Widukind de Corvey, al seu llit de mort a Weilburg, va recomanar al seu germà el marcgravi i després duc Eberard de Francònia, renunciar a tota pretensió a la corona d'Alemanya i donar suport a Enric de Saxònia (Enric I d'Alemanya), tot i que havia estat un dels seus principals opositors, ja que el considerava el més capacitat enfront de les rivalitats internes entre els ducs (aquest consell és anomenat el "testament de Weilburg", però molts historiadors ho consideren una llegenda).
En el conflicte entre Eberard de Francònia, successor de Conrad al comtat d'Oberlahngau, i el rei Otó I d'Alemanya (després Otó I del Sacre Imperi Romano-Germànic), Eberard fou derrotat en la batalla d'Andernach de 2 d'octubre de 929 i assassinat pel seu cosí Conrad Kurzbold, comte de Niederlahngau. La branca d'Eberard va perdre la senyoria sobre l'Oberlahngau; parts del domini foren transferides a la branca de Conrad Kurzbold i altres parts confiscades per Otó I; en aquestes àrees les cases dels Gisos i els Gudensberg van ser les principals fins al segle XI; la zona a l'entorn de Weilburg fou cedida als bisbes de Worms després de l'any 1000.
El Niederlahngau fou mantingut pels conradians fins a la segona meitat del segle X. La darrera menció d'un comte de la família és del 966; llavors el Niederlahngau va passar a altres nobles i un d'ells (del que no es coneix relació amb els conradians, però tampoc no es pot negar, ja que els comtes van tenir extensos alous al Wormsgau, dins l'esfera d'influència dels conradians) va originar la casa els comtes de Diez; els béns alodials dels conradians van passar segurament per matrimoni als comte de Leningen (Alt-Leningen) que van subsistir fins al 1220 i els seus béns repartits entre els seus parents de Nassau, Runkel/Westerburg, Isenburg/Limburg, i Virneburg.

## Comtes

### De tot el Lahngau
- Adaltruda, vídua d'un comte de Lahngau no especificat, que va donar propietats a l'abadia de Fulda (a Selters, Meinlinten, Buchen i Neistenbach), entre 750 i 779.
- Conrad, testimoniat el 772 i 773; possible ancestre dels conradians
- Adrià, comte al Lahngau vers 821, va deixar vídua a Waltrada que va fer una donació de propietats a Bermbach, Stetim i Feldum amb consentiment d'un tal Uuto (Udó?)
- Udó el Vell (+ 834), testimoniat a Lahngau 820-826, comte d'Orleans (Odó d'Orleans 828-834).
- Gebhard, testimoniat com a comte del Lahngau el 832, fundador de Sant Sever (845) a Kettenbach; mort a Gemünden el 879. Va deixar quatre fills (Udo de Lahngau, Berenguer d'Hessengau, Waldó, abat de Sant Maximí, i Bertold, arquebisbe de Trèveris).
- Udó, el fill de Gebhard, s'esmenta com a comte al Lahngau vers 860/879

### De Niederlahngau
- Eberard (+ 902/903 davant de Bamberg), germà de Conrad el Vell, també comte a Ortenau testimoniat el 888
- Conrad Kurzbold (+ 30 de juny de 948), fill de l'anterior, esmentat el 906/907 i 932 com a comte al Wormsgau, el 910 com a comte de Niederlahngau, el 927 com a comte a l'Aargau i el Lobdengau.
- Eberard (+ 10 de maig de 966), germà de l'anterior, esmentat el 948 com a comte al Auelgau, el 958 al Niederlahngau, i el 966 com a comte al Lahngau; fou el darrer conradià a governar al Niederlahngau.
- Gerlac (+ vers 1018), assenyalat el 1002 i 1013 com a comte de Niederlahngau; el 31 d'octubre de 1002 l'emperador Enric II va cedir Weilburg i el seu territori al Lahngau al bisbat de Worms, especificant que estava dins el comtat de Gerlach.
- Godebold, assenyalat el 1053 com a comte al sud del Niederlahngau
- Embricó, asesenyalat el 1053 com a comte al nord del Niederlahngau (Limburg am der Lahn, Brechelbach, Seck i Westernohe). Embricó va fundar la casa comtal de Diez.

### De Oberlahngau
- Conrad el Vell (+ 906), comte a Oberlahngau i Hessengau in 897
- Conrad el Jove (Conrad I de Francònia) (+ 23 de desembre de 918), fill de Conrad el Vell, comte al Lahngau, Hessengau i probablement Königssondergau des de 906; duc de Francònia després del 908, rei d'Alemanya (França Oriental) des de 911
- Otó, germà, comte de Ruhrgau el 904 i comte del Lahngau Mitjà el 912
- Eberard, germà, comte d'Hessengau i Persgau o Perfgau des de 913, comte d'Oberlahngau des de 918, marcgravi vers 914-918, i després duc de Francònia (919) fins a la seva mort (939).
- Udó (+ 949), net d'Udo (comte vers 860/879) comte al Wetterau el 914, testimoniat com a comte del Rheingau el 917 i 948 i el 918 com a comte del Lahngau; fou el darrer conradià que va governar al Oberlahngau; s'hauria casat amb una germana del comte Heribert I de Vermandois
- Hildelí, esmentat com a comte al Oberlahngau el 975, d'origen desconegut
- Gerlac, esmentat entre 993 i 1017, probablement el mateix Gerlac del Niederlahngau)
- Gisó I de la casa senyorials dels Gisos, comte al Oberlahngau testimoniat vers 1008
- Werner III de Maden, esmentat com a comte a Lahngau entre 1062 i 1065; sota el seu govern l'Oberlahngau s'havia reduït de manera considerable
- Herman II de Gleiberg, esmentat el 1075, va reunir les restes del Oberlahngau al comtat de Gleiberg.

## Els conradians
La família comtal dels conradians van tenir al Lahngau el seu domini ancestral; es van establir a la zona durant el regnat de Lluís IV dels Francs Orientals que es van imposar a la família rival dels Babenberg el 906. Llavors ja estava dividit dividir en Alt (Superior) i Baix (Inferior) Lahngau (Oberlahngau i Niederlahngau o Unterlahngau, i ocasionalment Lahngau Mitjà; el territori al sud del Lahngau era conegut com a Wetterau o Wettèravia). La successió d'un membre de la família al tron alemany fou considerat obvi a la mort sense hereus de Lluís IV.

## Genealogia
La genealogia dels conradians de Lahngau és incerta i en part basada en teories onomàstiques. El 828 els conradians i robertins haurien bescanviat dominis i els dels robertins a Alemanya van quedar pels conradians. El primer membre conegut de la nissaga (que no el primer comte) fou Gebhard testimoniat com a comte del Lahngau el 832, fundador de Sant Sever (845) a Kettenbach; mort a Gemünden el 879; el seu fill Udó era comte vers 860/879; hauria tingut quatre possibles fills: 
- Conrad el Vell (+906) comte a Oberlahngau vers 886; el 892 va rebre el ducat de Turíngia que havia estat de Boppó de Turíngia (fou donat a la seva mort al comte Burcard). El 897 se l'esmenta com a comte a Hessengau i el 903 comte al Gotzfeldgau. Va combatre a Adalbert de Babenberg (903) i a Enric de Saxònia. Apareix com a comte al Wetterau (Wetteràvia) el 905 i al Wormsgau el 906. Va combatre a Gerard i al seu germà Matfred de Turíngia i fou marcgravi (i no duc) de Turíngia el 906. Va morir en batalla prop de Fritzlar el 27 de febrer del 906. Es va casar amb Glismoda (+ 924) que podria ser una princesa turíngia (¿germana del duc Taculf? 849-873), ja que el fet d'haver estat breument duc dependria no sols de la voluntat de recompensar del rei sinó de tenir també algun dret hereditari. Conrad fou el pare de Conrad dit Conrad de Francònia. Els seus fills foren:
  - Conrad I de Francònia el Jove o Conrad I d'Alemanya (+ 23 de desembre de 918) casat amb Cunegunda (vídua del marcgravi i duc Liutpold de Baviera). Vegeu la seva biografia.
  - Eberard de Franconia (+ assassinat després de la batalla prop d'Andernach el 23 d'octubre de 939) comte a Hessengau i Perfgau (913), a Oberlahngau (testimoniat 913 i 928), duc de Francònia que es va sotmetre a Enric I elegit el 919 com a successor de Conrad al ducat. Supervisor (truchsses) el 936, palgravi (comte palatí) el 938; es va revoltar contra Otó I el 938 i va ocupar Hellmern, fent presoner a Enric, germà d'Otó, per la qual cosa va ser empresonat a Hildesheim i després exiliat. Fou assassinat al final d'una batalla pels seus cosins els germans Herman I ducat de Suàbia i Udó. Del seu matrimoni (esposa incerta) va deixar només una filla.
  - Otó, comte a Ruhrgau i comte del Lahngau Mitjà. Mort després del 918
  - Una filla casada amb Burcard fill del duc Burcard de Turíngia (907-908) vers 913.
- Eberard (+ en batalla prop de Bamberg el 903 o 903), comte al Niederlahngau (Lahngau Superior) i comte a Ortenau testimoniat el 888. Casat amb Wiltruda d'origen incert, va deixar tres fills:
  - Conrad "Kurzbold" (+ 30 de juny de 948) comte al Wormsgau (907) comte d'Unterlahngau (Niederlahngau) (testimoniat des de 910) i comte a l'Ahregau (testimoniat el 927) i comte al Wormsgau (testimoniat el 932) i comte al Lobdengau (948)
  - Gebhard (mort després del 15 de gener del 947) comte a l'Ufgau (940) casat possiblement amb Adela (d'origen desconegut) i pares de:
    - Conrad (+ 26 d'abril de 982) Vogt (agutzil) de Schwarzach i comte a Lobdengau. Del seu matrimoni amb una desconeguda fou el pare d'un Conrad del que no hi ha dades.

  - Eberard (+ 944) comte al Nahegau (937). Del seu matrimoni amb una dama desconeguda fou el pare de quatre fills:[1]
    - Eberard (+ 10 de maig 966), comte de Ladengau (940, 958), comte a Nahegau i Lahngau (testimoniat el 966)
    - Conrad (+ 986), esmentat com a comte (962) i comte al Wormsgau (976). Podria haver estat casat amb una dama del comte Megingoz (Mengald), un altre comte al Wormsgau i va tenir dos fills: 
      - Eberard (+ 975/980) comte de Maingau.
      - Megingoz (Mengald, francès Meingaud) (+1010) comte de Maingau (980)

    - Udó, comte de Maienfeld declarat fora de la llei el 966
    - Burcard
- Gebhard (+ en batalla prop d'Augsburg contra els hongaresos, el 22 de juny de 910), al Rheingau, nomenat el 903 per Lluís IV l'Infant (del que era un dels seus fidels) com a duc de Lotaríngia (903-910); el 906 se l'esmenta com a comte al Wormsgau, el 907 com a comte al Rheingau i el 909 com a comte al Wetterau. Casat amb una aristocrata d'origen incert, va tenir dos fills:
  - Udó (+949), comte al Wetterau (testimoniat el 914), al Rheingau (testimoniat el 917 i 948) i al Lahngau (testimoniat el 918). Casat probablement amb Cunegunda de Vermandois (filla d'Heribert I comte de Vermandois); amb la seva esposa va tenir tres fills:
    - Gebhard (+ en batalla el 938 en la repressió de la rebel·liço de Thankmar, el fill gran d'Enric I)
    - Otó
    - Udó (+26 d'agost de 965), bisbe d'Estrasburg (13 d'agost de 950-26 d'agost de 965)

  - Herman (+10 de desembre de 949, esmentat com a comte 914-915, el rei Enric I d'Alemanya el va fer duc de Suàbia el 926 després de l'assassinat del duc Burcard II i fou el primer duc conradià de Suàbia (des de 982/983 a 1012 n'hi va haver tres més)
- Rodolf (+ en batalla a Turíngia contra els hongaresos el 3 d'agost del 908), bisbe de Würzburg el 892 i fins a la seva mort.